# Емирица
Емирица (на македонска литературна норма: Емирица) е село в североизточната част на Северна Македония, община Кратово.

## География
Селището е типично планинско разположено на надморска височина от 1122 м в Осоговската планина. Общинския център Кратово е в западна посока. Географски зимният курорт Пониква е в съседство в южна посока.

## История
В XIX век Емирица е изцяло българско село в Кратовска кааза на Османската империя. Според статистиката на Васил Кънчов („Македония. Етнография и статистика“) от 1900 г. Емирица има 100 жители, всички българи християни.
В началото на XX век население на селото са под върховенството на Българската екзархия. По данни на секретаря на екзархията Димитър Мишев („La Macédoine et sa Population Chrétienne“) през 1905 година в Емирица (Emiritza) има 80 българи екзархисти.
При избухването на Балканската война в 1912 година 5 души от Емирица са доброволци в Македоно-одринското опълчение. През февруари 1914 година сръбските власти арестуват по време на обезоръжителна акция Стоян Алексов, Георги Цветков, Миташ Спасков и Тодор Хаджията, като последният е осъден на смърт. Подхвърлени са 16 пушки, за да се създаде повод да се нанасят побои над местното българско население. От жената на Божин Гьоргилена, след като са откраднати 40 лева, е изнасилена и домът ѝ е запален. Вечерта тя се обесва.

## Личности
Родени в Емирица
- Глигор (Гиго) Цветков, български революционер, четник на Симеон Клинчарски в 1914 година[5] и на Дончо Ангелов в 1915 година[6]
- Димко (Димчо) Авксентиев, български революционер от ВМОРО, навлязал в Македония в 1915 година с четата на куриера Яне Алексов,[7] след това отново през март 1915 година[8]
- Теодоси (Тодос) Хаджията (1862 - ?), деец на ВМОРО[9], македоно-одрински опълченец, четата на Славчо Абазов и Дончо Ангелов[10]
- Тодор Михайлов, български революционер, четник на Дончо Ангелов в 1915 година[6]

Починали в Емирица
- Туше (Тушо) Лазаров (о. 1892 – 1913) от струмишкото село Попчево, македоно-одрински опълченец, 4-та рота на 3-та солунска дружина, убит на 17 юни 1913 година[11]